# Sandakan No. 8
Sandakan No. 8  (サンダカン八番娼館 望郷 ''Sandakan hachiban shōkan: Bōkyō''?, aka Sandakan 8 and Brothel 8) (サンダカン八番娼館 望郷, Sandakan hachiban shōkan: Bōkyō, también conocida como Sandakan 8 y Burdel 8) es una película japonesa de 1974, dirigida por Kei Kumai.
Fue nominada para el Premio Óscar a la mejor película de habla no inglesa.

## Sinopsis
La joven periodista Keiko Mitani (Komaki Kurihara) está investigando un parte de la historia de las mujeres japonesas, donde se las forzó a trabajar de prostitutas en burdeles asiáticos durante los inicios del siglo XX. Localiza a Osaki (Kinuyo Tanaka), una anciana quién vive con una gran cantidad de gatos en una choza en un pueblo remoto. Osaki la promete contar su historia de vida, y la película muestra imágenes del inicio de los años 1920. Una joven Osaki (Yoko Takashi) se ofrece como sirvienta en lo que ella cree que es un hotel, ya que la pobreza golpeó a su familia, en Sandakan, Borneo Septentrional (hoy Sabah, Malasia). Al separarse de su madre, Osaki se encuentra consternada y su madre le da un kimono que ha tejido a mano la noche anterior a la partida de su hija. El kimono será la posesión que atesorará para siempre. El establecimiento es de hecho un burdel llamado Sandakan Núm. 8. Osaki, quién es vendida como una joven, trabaja por dos años como sirvienta, pero es forzada por los dueños del burdel para convertirse en prostituta. Osaki permanece en Sandakan 8 hasta la Segunda Guerra Mundial, y en ese periodo nunca experimenta el afecto genuino salvo por un breve romance con un labrador pobre quién la abandona cuándo la ve un anochecer en el burdel, desaliñada y agotada luego de dar servicio a un batallón de marineros japoneses recientemente llegados a la ciudad. Cuándo Osaki regresa a Japón, su hermano y su mujer, quiénes han comprado una casa con el dinero que ella les envió, le dicen que se ha convertido en vergüenza.
Osaki regresa a Sandakan. Al final de la guerra se casa con un hombre japonés, quién luego muere. Al regresar a Japón, debido a sus experiencias en Sandakan Núm. 8 es tratada como una paria, incluso por su hijo quien vive una vida respetable en una ciudad grande.

## Reparto
- Komaki Kurihara - Keiko Mitani
- Yoko Takahashi - Osaki  joven
- Kinuyo Tanaka - Osaki anciana
- Takiko Mizunoe - Okiku
- Eiko Mizuhara - Ofumi
- Yoko Todo - Oyae
- Yukiko Yanagawa - Otake
- Yoko Nakagawa - Ohana
- Masayo Umezawa - Yukiyo
- Ken Tanaka - Hideo Takeuchi
- Eitaro Ozawa - Tarozo
- Tomoko Jinbo - Moto
- Hideo Sunazuka - Yajima
- Mitsuo Hamada - Yasukichi
- Kaneko Iwasaki - Sato

## Producción
Sandakan Núm. 8 se basó en el libro Sandakan Brothel No. 8: An Episode in the History of Lower-Class escrito por Yamazaki Tomoko. El libro se centra en las karayuki-san, término japonés usado para definir a aquellas mujeres jóvenes que fueron forzados a trabajar en la prostitución en países y colonias del Pacífico durante los inicios del siglo XX. El libro creó controversia en Japón, donde el tema de las karayuki-san no fue hablado en público o mencionado como parte de la historia japonesa. El libro de Yamazaki fue un superventas y ganó el Premio Oya Soichi de no-ficción; rápidamente escribió una secuela: Las Tumbas de Sandakan. El cineasta Kei Kumai combinó los dos libros en el guion de Sandakan Núm. 8.

## Premios
Ganó los Premios Kinema Jumpo a Mejor Fotografía, Mejor director y mejor actriz para Kinuyo Tanaka en 1975. Tanaka también ganó el premio a la Mejor Actriz en el 25° Festival Internacional de Cine de Berlín, mientras que Kumai recibió una distinción como Mejor director en ese mismo festival.
Estuvo nominada para el Premio Óscar a la mejor película de habla no inglesa en 1975, pero perdió frente a otro film dirigido por un japonés: Dersu Uzala, dirigida por Akira Kurosawa, que representaba a la Unión Soviética en la competencia.
La película no fue estrenada en los EE. UU. hasta 1976. Roger Ebert, en una crítica publicada en el Chicago Sun-Times, dijo que "el material de la película es manejado en forma sensible... la película no es explícita."   Pero Janet Maslin, la crítica de The New York Times, la llamó una "película sobre prostitución, narrado de un supuesto punto de vista feminista. Sin embargo el feminismo, en este caso, sólo significa el medio para introducir una particularmente nociva forma de androginia, con ordinarios toques de pornografía ."
A la fecha, Sandakan Núm. 8 no ha sido lanzado comercialmente en DVD en EE. UU.